# 立陶宛邮政

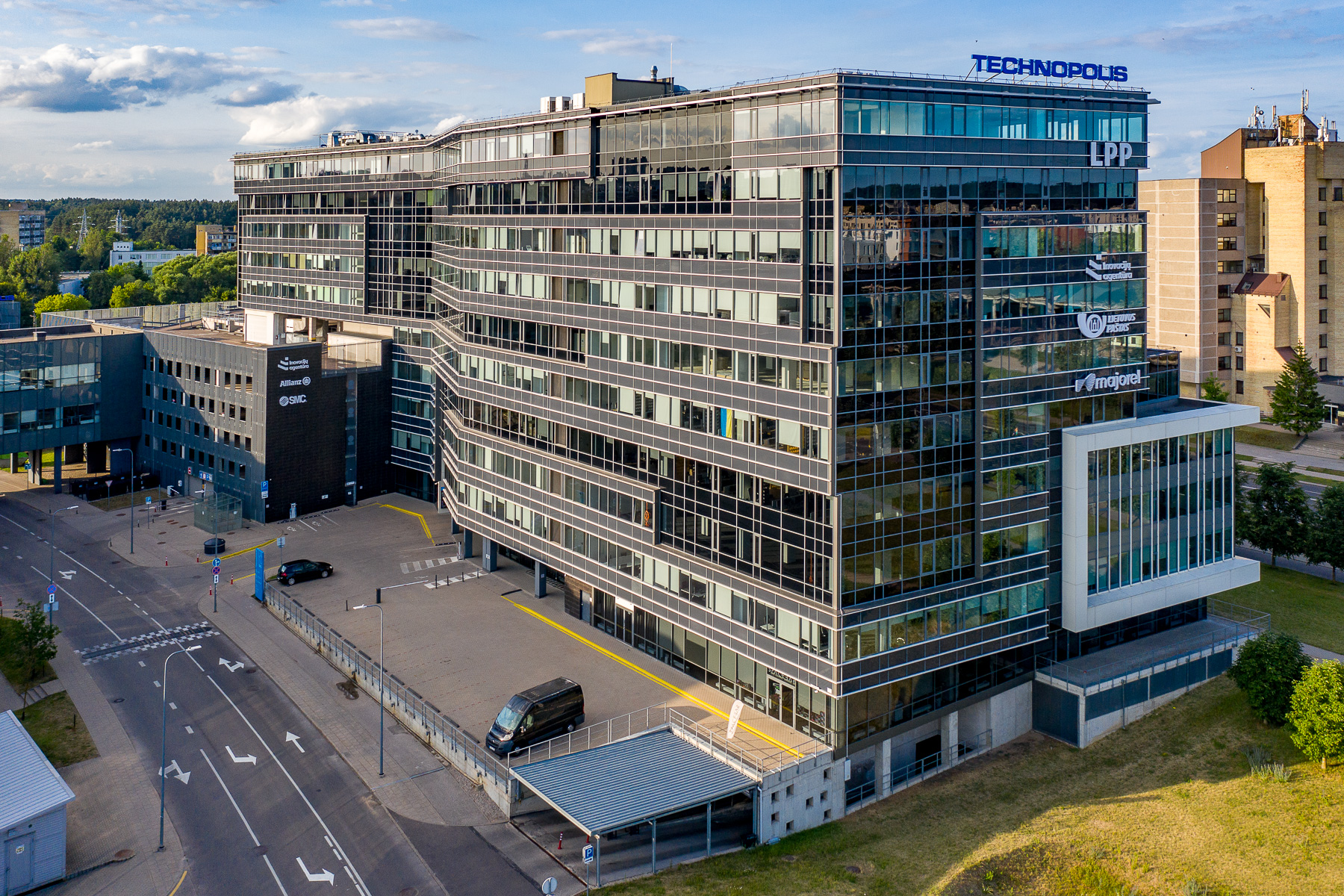
總部

立陶宛郵政是負責提供立陶宛境內郵政服務的公司，他建立於1918年11月16日，該日也被定為郵政節紀念。
2018年，立陶宛郵政由12個區的546個固定郵局、85個移動服務點和120名智能郵遞員組成。

## 外部連結
- Official website